# Buitenspel (voetbal)

Buitenspelpositie. De blauwe speler links van de stippellijn staat in buitenspelpositie. Hij kan hiervoor bestraft worden op het moment dat de bal door zijn medespeler aan hem wordt toegespeeld.

Buitenspel is een van de regels in het verenigingsvoetbal, gecodificeerd in regel 11 van de Spelregels. Volgens deze regel bevindt een speler zich in een buitenspelpositie als 'enig deel van zijn hoofd, lichaam of voeten op de helft van de tegenpartij is' en de speler 'dichter bij de doellijn van de tegenpartij is dan zowel de bal als de voorlaatste tegenstander'. (De laatste tegenstander is meestal, maar niet noodzakelijkerwijs, de doelman.)
Alleen het innemen van een buitenspelpositie is op zichzelf geen overtreding. Een speler in zo’n positie wordt enkel bestraft voor een buitenspelovertreding als hij, op het moment dat een teamgenoot de bal speelt, de bal ontvangt, actief deelneemt aan het spel, een tegenstander hindert, of voordeel behaalt uit zijn positie. Buitenspel wordt vaak beschouwd als een van de lastigst uit te leggen aspecten van de sport.

## Definitie
Een speler staat in buitenspelpositie als deze zich dichter bij de achterlijn van de tegenstander bevindt dan de bal en de voorlaatste tegenstander. De laatste twee tegenstanders kunnen zowel een veldspeler en de doelman, als twee veldspelers zijn.
Deze regel geldt niet wanneer de speler zich op zijn speelveldhelft bevindt. Ook als de speler zich op dezelfde hoogte als de voorlaatste tegenstander (of meerdere tegenstanders tegelijkertijd) bevindt, staat hij niet in buitenspelpositie. Alles van het lichaam, behalve de armen en handen, tellen mee in de beoordeling van de buitenspelpositie. Een speler staat evenmin in buitenspelpositie als hij zich op het moment van het spelen van de bal achter de bal bevindt. Een misvatting die hieruit is ontstaan is dat een speler enkel bestraft kan worden voor buitenspel wanneer de bal voorwaarts beweegt. Dit is echter niet correct: een speler kan wel degelijk in buitenspelpositie staan als hij voor de bal staat, maar achteruit moet lopen omdat de bal achterwaarts gespeeld wordt.
In buitenspelpositie staan is niet tegen de regels. Het wordt pas strafbaar als een medespeler de bal naar een speler speelt die op dat moment in buitenspelpositie staat. Deze wordt hiervoor alleen bestraft, indien hij op het moment dat de bal wordt geraakt of gespeeld door een medespeler, naar het oordeel van de scheidsrechter, actief bij het spel betrokken is door in te grijpen in het spel, of een tegenstander in diens spel te beïnvloeden, of voordeel te trekken uit zijn buitenspelpositie (wait and see).
Een speler wordt niet voor zijn buitenspelpositie bestraft indien hij de bal rechtstreeks ontvangt uit een hoekschop, doelschop of inworp. Ook wordt hij niet bestraft als hij de bal van een tegenstander ontvangt, behalve als de bal terugkaatst op een speler of het doel. De spelers die bij het schot op doel buitenspel stonden, kunnen dus niet de bal aanspelen.
Als een speler buitenspel heeft gestaan, en daar later voordeel uit trekt kan hij ook teruggefloten worden, ongeacht of deze speler nu niet buitenspel staat.
Indien een speler strafbaar in buitenspelpositie staat, wordt gesproken van buitenspel. Dit is een overtreding en leidt tot een indirecte vrije schop voor de tegenstander. Indien een speler die scoort buitenspel staat, wordt het betreffende doelpunt afgekeurd.

## Geschiedenis
In het begin had vrijwel iedere school zijn eigen regels, ook voor buitenspel. De buitenspelregel is, samen met een groot deel van de andere regels in het voetbal, in 1848 op papier gezet in Cambridge. Volgens deze regels moest een aanvaller meer dan drie spelers voor zich hebben om een uit de richting van zijn eigen doel komende bal te mogen spelen. In de eerste regels van de Engelse voetbalbond (1863) stond iedereen buitenspel die zich voor de bal bevond en mocht de bal niet spelen noch een ander hinderen bij het spelen, tenzij de bal van achter de doellijn gespeeld werd. In 1866 werd deze buitenspelregel gewijzigd en meer in lijn gebracht met de Cambridge-regel. Meer dan drie werd vervangen door ten minste drie. In 1924 werd het concept van passief buitenspel ingevoerd; in 1925 is deze regel aangepast naar ten minste twee, wat tot een flinke stijging van het aantal doelpunten leidde.
In 1990 is de regel nog eens aangepast, door aan te geven dat wanneer de aanvaller op één lijn staat met de voorlaatste tegenstander hij niet meer buitenspel staat. Hij moet er dus echt voorbij staan. En de bal moet zijn richting op gaan, dus hinderlijk buitenspel staan.

## Buitenspelval
De buitenspelval houdt in dat de gehele verdediging een aantal stappen naar voren zet, waardoor de voorste spelers van de tegenstander buitenspel komen te staan. Rond de jaren 1920 introduceerde Hans Tetzner de buitenspelval in Nederland.